# Zadruga

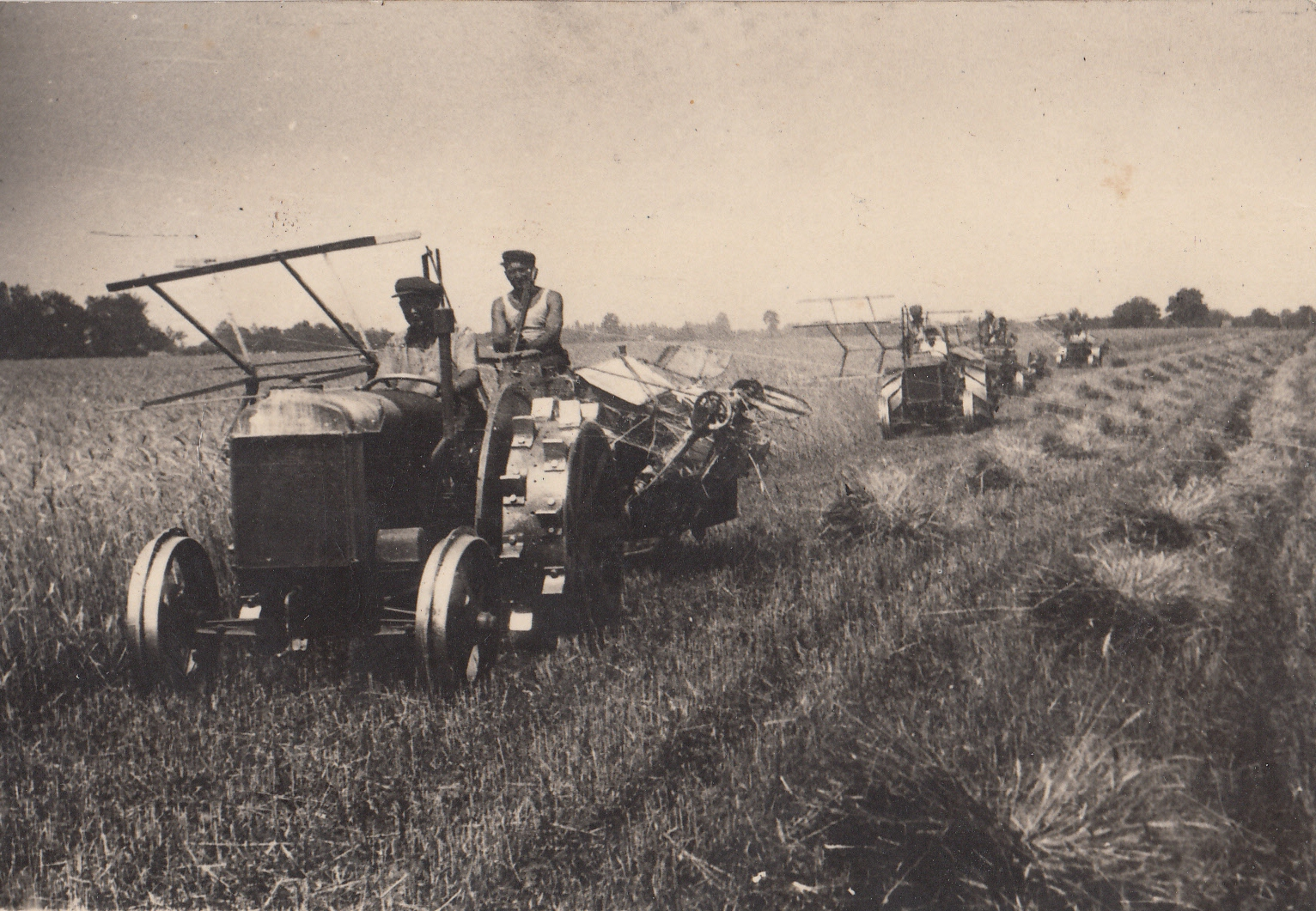
Récolte à Bački Petrovac (Voïvodine, Serbie).

La zadruga (Cyrillique: задруга) est une sorte de communauté rurale historiquement répandue dans toutes les tribus slaves depuis le IVe siècle. Avec l'instauration des états slaves au IVe siècle, elle disparaît sauf dans certaines régions méridionales de culture slave (croates, serbes, bulgares). Par la suite avec le schisme de 1054, l'Église catholique lutte contre la Zadruga pour privilégier la vassalité, la Zadruga disparaissant chez les populations croates catholiques dès le XIIIe siècle, pour ne perdurer que chez populations orthodoxes (serbes, bulgares jusqu'à la Première Guerre mondiale. Aujourd'hui encore on peut trouver des Zadruga dans les régions montagneuses de Serbie et de Bulgarie.[réf. souhaitée]
Généralement constituée d'une famille ou d'un clan de quelques familles, la Zadruga mettait en commun l'argent, les propriétés et le bétail des uns et des autres. Un patriarche, généralement âgé et reconnu, prenait les décisions pour tout le monde. Les femmes, qui se mariaient, quittaient la zadruga pour rejoindre celle de leur mari. Au sein du clan, toutes les personnes travaillaient en commun pour qu'aucune personne du clan ne soit laissée en difficulté.
Ce système commença à décliner à la fin du XIXe siècle mais il continue à survivre dans des traditions internes aux familles dans certaines régions du sud des Balkans. Beaucoup de villages d'aujourd'hui tirent leurs origines d'anciennes zadrugas en portant parfois le nom de la personne qui les avait fondées. On peut reconnaître ces villages par leurs suffixes de patronyme comme -ivci, -evci, -ovci, -inci, -ci, -ane, -ene -evo…, par exemple les villages de Markovici, Markovicevo, qui tire son nom du patronyme Markovic nom du patriarche et fondateur. 

## En Serbie
Le chef de la Zadruga serbe était le Starešina . Il était le seul habilité à négocier avec les autorités. Au niveau de la structure familiale, chaque ascendant et descendant vivait sous le même toit, ils ne formaient qu'un ensemble. Après une guerre, il n'était pas rare qu'un oncle ou une tante élève l'enfant de son frère ou de sa sœur sans que cela ne pose aucun problème à personne. Le système de la Zadruga a développé chez les Serbes un fort attachement à l'autonomie locale ainsi qu'une propension à opter pour les systèmes collectifs, qui offrent une "sécurité sociale" plus importante. Aujourd'hui encore, des zadrugas de type familial existent dans les campagnes serbes ainsi que dans la Diaspora serbe, débarrassée des archaïsmes, mais avec d'importants noyaux familiaux. ex : frères et sœurs vivant ensemble avec leurs familles, maris femmes et enfants dans de grandes maisons, chacun sur un étage.